# Ignace Gillet
Ignace Gillet OCSO, geboren als Jacques Gillet (* 8. Mai 1901 in Saint-Quentin; † 4. Dezember 1997 in Vitreux) war ein französischer römisch-katholischer Geistlicher, Trappist, Abt und Generalabt.

## Leben und Werk
Jacques Gillet wuchs mit fünf Brüdern auf. Nach dem Ersten Weltkrieg besuchte er das Gymnasium in Dole (im Département Jura) und trat 1920 in die Abtei Notre-Dame des Dombes (im angrenzenden Département Ain) ein. Er nahm den Ordensnamen Ignace („Ignatius“) an, wurde 1929 zum Priester geweiht und 1933 an der Gregoriana in Rom promoviert. Dann war er in seinem Kloster Prior und Novizenmeister. 1939 zum Kriegsdienst eingezogen, kam er 1940 (bis zum Kriegsende) in deutsche Gefangenschaft. Von 1953 bis 1956 war er Abt von Kloster Dombes, dann bis 1964 Abt des Klosters Aiguebelle. Von 1964 bis 1974 war er Generalabt der Zisterzienser der Strengeren Observanz (Trappisten) und Titularerzabt von Kloster Cîteaux, trat aber dann zurück und lebte bis kurz vor seinem Tod als Mönch im (2001 aufgegebenen) Kloster Dombes. Er starb (wegen der besseren Pflegemöglichkeiten) im Kloster Acey. Sein Grab ist in Dombes. Er war Ritter der Ehrenlegion. Ignace Gillet war der Bruder des Jesuiten und Autors Marcel Gillet (1902–1990).